# Sciția

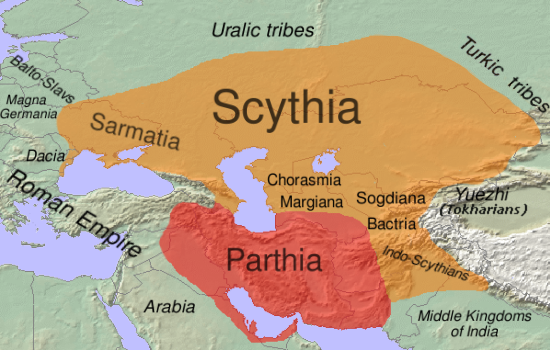
Sciţia în anul 100 î.Hr.

Sciția (în greacă Σκυθία: Skuthia) era teritoriul din Eurasia locuit de sciți, din secolul VIII î.Hr. până în secolul al II-lea.
La vremea respectivă, Sciția acoperea nordul Mării Negre (astăzi o bună parte din Ucraina), nordul Munților Caucaz (astăzi, sudul Rusiei, Azerbaidjan și Georgia), nordul și estul Mării Caspice (astăzi, o bună parte din Kazahstan).
Cu privire la limita vestică a Sciției, se știe că: 
„ Tracia se desfășoară în partea dinspre mare, înainte de a ajunge la Sciția, care începe din acea parte de loc unde țărmul formează un golf și unde se varsă Istrul, cu gura întoarsă spre răsărit. ”— Herodot, (IV, 99) 